# Young Savage
«Young Savage» es el segundo sencillo de la banda de new wave Ultravox!, lanzado por Island Records el 28 de mayo de 1977.
La canción principal, Young Savage, muestra un sonido punk de ese entonces, aunque la banda negó calificarla como punk, y también aparecen sonidos psicodélicos por parte de los teclados de Billy Currie. Esta canción fue muy diferente a los anteriores materiales, el sencillo Dangerous Rhythm y el primer álbum Ultravox!, la cual tenía canciones con un estilo más glam rock. 
No fue una canción hecha en un sencillo derivado de álbum, pero llegó a ser incluida como canción extra en la reedición de 2006 del álbum Ha! Ha! Ha!. Desde los tiempos de su lanzamiento, siempre fue tocada por la banda, hasta la partida del cantante John Foxx, quien no volvió a interpretarla hasta 1997, cuando retomó su carrera musical, junto a Louis Gordon.
La canción incluida en la cara B del disco, es una versión en vivo de Slip Away, tomada de un concierto en The Rainbow.

## Contenido

### Cara A
1. «Young Savage»

### Cara B
1. «Slip Away» (en vivo en The Rainbow)